# The Last Vermeer
The Last Vermeer ist ein US-amerikanisches Filmdrama von 2019. Regie führte Dan Friedkin nach einem Drehbuch von John Orloff (unter dem Pseudonym James McGee), Mark Fergus und Hawk Ostby. Er basiert auf dem 2008 erschienenen Buch „The Man Who Made Vermeers“ von Jonathan Lopez und erzählt die Geschichte des Malers und Kunstfälschers Han van Meegeren, der im Film von Guy Pearce dargestellt wird.

## Handlung
Der von den Alliierten beauftragte ehemalige Widerstandskämpfer Joseph Piller untersucht kurz nach dem Zweiten Weltkrieg eine Kunstgalerie in den Niederlanden, da er annimmt, diese sei eine Fassade des deutschen Spionagerings. Er verfolgt den Verkauf eines Vermeer-Gemäldes während des Krieges an Hermann  Göring, dabei stößt er auf Han van Meegeren, den er in seinem luxuriösen Haus besucht.
Kurz darauf wird van Meegeren inhaftiert, die Menge ist aufgebracht, sie hält ihn für einen Kollaborateur und würde ihn gern hinrichten, aus diesem Grund holt Piller ihn aus dem Gefängnis und versteckt ihn auf einem Dachboden. Van Meegeren verspricht Piller, all seine Fragen zu beantworten, sollte er ihm erlauben, zu malen. Trotz zunehmender Beweise kommt Piller zu der Überzeugung, dass van Meegeren unschuldig ist, und kämpft für die Rettung des Lebens des bunten Mannes mit der mysteriösen Vergangenheit.
Dann kommt es zum Prozess, van Meegeren beharrt darauf, dass er nicht mit den Nazis kollaboriert, sondern sie betrogen hat. Am Ende wird Han van Meegeren zu einer Gefängnisstrafe wegen Fälschung und Betrug von mindestens einem Jahr Gefängnis verurteilt.

## Biografisches

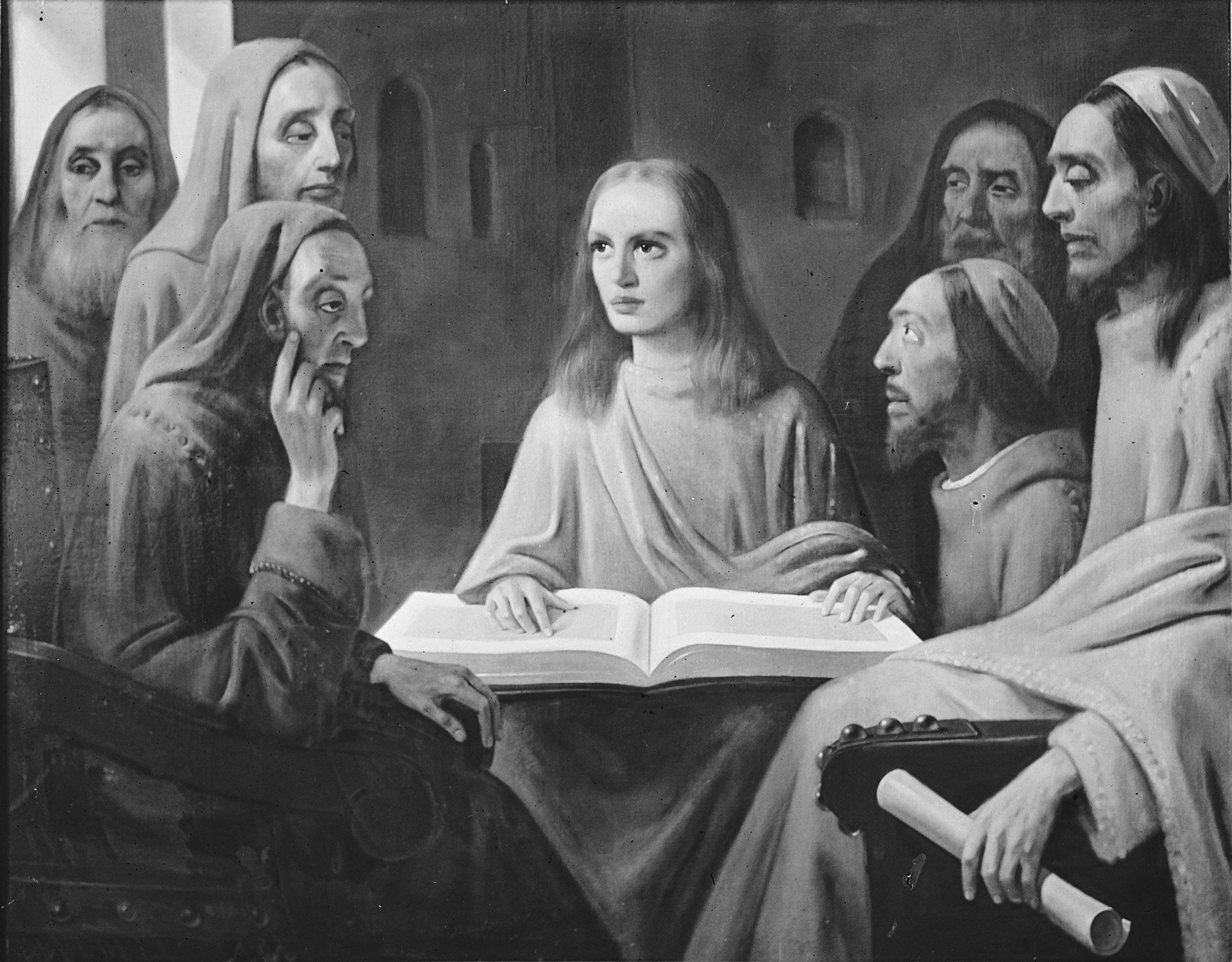
Han van Meegeren: Jesus unter den Schriftgelehrten (1945)

Han van Meegeren (* 10. Oktober 1889, † 30. Dezember 1947) war kein bedeutender Maler, aber einer der genialsten Kunstfälscher des 20. Jahrhunderts.
Bis zum Ende der 1920er Jahre verkaufte er seine Gemälde, die meisten davon im Stil des 17. Jahrhunderts gemalt, sehr gut, mit dem Aufkommen anderer Stilrichtungen wie Kubismus, Surrealismus etc., wurden seine Bilder nun als Kitsch abqualifiziert, er selbst als Nachahmer bezeichnet, was ihn sehr erboste. Er nahm sich vor, der Kunstkritik zu beweisen, dass er in seinen Gemälden nicht nur den Stil der großen Meister nachahmen konnte, sondern dass es ihm möglich war, so perfekt gefälschte Gemälde von den alten Meistern zu malen, dass sie von der Fachwelt als Original anerkannt wurden. Seinen größten Coup landete er, als er Hermann Göring die Vermeer-Fälschung Christus und die Ehebrecherin verkaufte.
Bis 1943 verkaufte van Meegeren mindestens 9 Fälschungen und machte damit ein Vermögen im zweistelligen Millionenbereich. 1947 bekam er wegen Fälschung und Betrug eine Haftstrafe von mindestens einem Jahr Gefängnis, die er aber nicht antreten konnte, da er am 30. Dezember 1947 nach zwei Herzanfällen verstarb. Um zu beweisen, dass er das Können besitzt, ein Vermeer-Gemälde zu fälschen, malte er während des Prozesses das Bild Jesus unter den Schriftgelehrten.

## Produktion

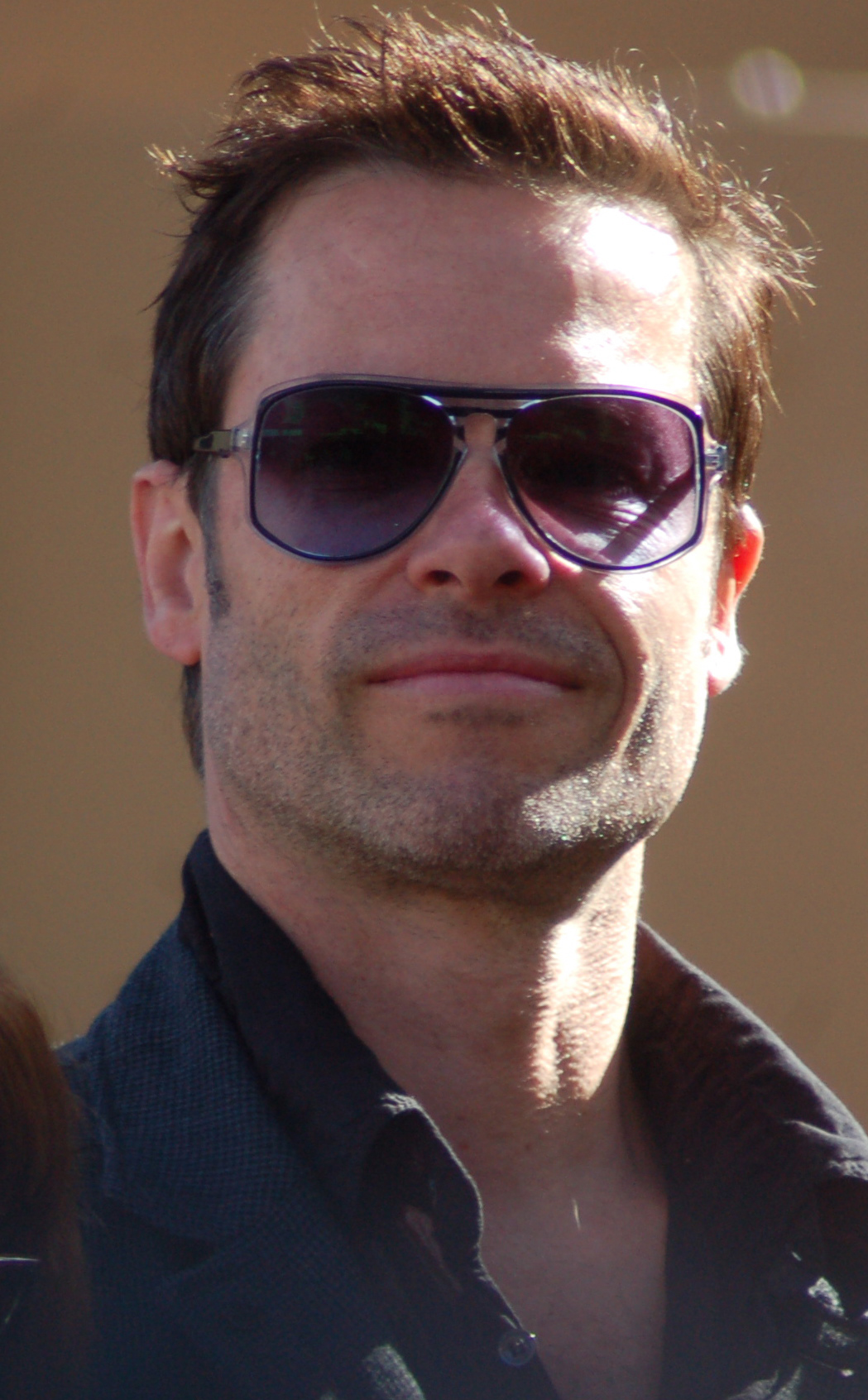
Guy Pearce spielt Han van Meegeren

Am 25. April 2018 wurde bekannt gegeben, dass Imperative Entertainment mit der Produktion von Lyrebird (Arbeitstitel von The Last Vermeer) begonnen hat, einem Film unter der Regie von Dan Friedkin und produziert von Ridley Scott nach einem Drehbuch von James McGee, Mark Fergus und Hawk Ostby. Der Film ist Friedkins Regiedebüt.
Neben der ursprünglichen Ankündigung des Films wurde bestätigt, dass Guy Pearce, Claes Bang, Vicky Krieps und Roland Møller in den Hauptrollen des Films gecastet wurden. Die Dreharbeiten für den Film liefen bis April 2018 und fanden in Großbritannien und den Niederlanden statt. Am 22. Mai 2018 fanden die Dreharbeiten im Fort Widley in Portsmouth, England, statt, im April und August 2018 in Dordrecht und Schiedam, in den Niederlanden.

## Veröffentlichung
Der Film hatte seine Weltpremiere auf dem Telluride Film Festival am 31. August 2019 und wurde auch auf dem Toronto International Film Festival am 11. September 2019 gezeigt. Zuvor erwarb Sony Pictures Classics die Vertriebsrechte an dem Film. Der Film sollte am 22. Mai 2020 veröffentlicht werden, wurde aber aufgrund der COVID-19-Pandemie zurückgezogen. Er wurde dann am 20. November 2020 veröffentlicht, wobei TriStar Pictures anstelle von Sony Pictures Classics den Vertrieb übernahm.

## Rezeption
In den USA erhielt der Film von der MPAA ein R-Rating, was einer Freigabe ab 17 Jahren entspricht.
Beim Rezensionsaggregator Rotten Tomatoes hat der Film auf der Grundlage von 63 Rezensionen eine Zustimmungsquote von 71 Prozent, mit einer durchschnittlichen Bewertung von 6,5/10. Der Konsens der Kritiker auf der Website lautet: „Angeführt von der kompetenten Darbietung von Guy Pearce, ist The Last Vermeer aus seiner historisch inspirierten Kriegsgeschichte ein kurzweiliges Drama.“
Bei Metacritic hat der Film eine gewichtete Durchschnittsnote von 56/100, basierend auf 15 Kritikern, was auf „gemischte oder durchschnittliche Kritiken“ hinweist.